# 松浦政 (相神浦松浦家)
松浦 政（まつら まさし）は、戦国時代の武将。肥前国大智庵城主。
父・松浦定が延徳4年/明応元年（1492年）に没すると、15歳で松浦氏嫡流である相神浦松浦氏の家督を継ぎ、相神浦、有田、今福、黒島、鷹島、佐世保を領有した。明応3年（1494年）に嫡男・親が誕生した。
明応7年（1498年）、政は狩猟の際の諍いから、家臣の山田四郎右衛門から怨まれることとなり、出奔した四郎右衛門・文左衛門兄弟は、平戸の松浦弘定の元へ行き、自分達が案内者となる代わりに政の討伐を依頼した。一度、定によって自領を追われた弘定にとっても、恨みを晴らす好機であり、この申し出を了承し大智庵城攻めを決定した。
同年11月2日、弘定と松浦興信父子は弘定の弟・大野定久に軍を率いらせ、四郎左衛門の案内で間道から大智庵城を急襲。城は一夜で落城し、政は脱出を図るも叶わず自刃。妻と子の幸松丸（後の親）も平戸へ人質として連行され幽閉された。